# Lengericher Tunnel
De Lengericher Tunnel is een spoorwegtunnel in Duitsland, ten noorden van Lengerich onder de zuidwestelijke kam van het  Teutoburgerwoud door.
De tunnel bestaat uit twee respectievelijk 765 en 581 meter lange, van zuidwest (vanuit Lengerich) naar noordoost (richting Hasbergen en Osnabrück) lopende tunnelbuizen, waarvan er slechts één, de kortste, in gebruik is. Hij maakt deel uit van de Spoorlijn Wanne-Eickel - Hamburg.
De tunnel is bijzonder in meerderlei opzicht. De langste van de twee tunnelbuizen kan onder de grote nutteloze werken worden geschaard. En de Lengericher Tunnel is de noordelijkste spoortunnel onder een gebergte door in geheel Duitsland.
In de jaren 1920 moest de spoorlijn van het Ruhrgebied naar Hamburg van twee tot vier sporen worden verbreed. Daartoe zou de bestaande, 765 m lange tunnel door de nieuwe, 581 m lange worden vervangen. De bestaande twee sporen werden naar de nieuwe tunnelbuis verlegd. De oude zou voor de latere spoorwegverbreding in stand blijven. Deze ging door de Tweede Wereldoorlog niet door. De nazi's hadden, vanwege de vele geallieerde bombardementen op het Ruhrgebied, ondergrondse fabriekslocaties nodig, en deze tunnel werd daartoe geconfisqueerd (Operatie "Rebhuhn").
In de tunnel was van 18 maart 1944 tot en met 1 april 1945 een Außenlager van het concentratiekamp Neuengamme gevestigd. De ongeveer 200 gevangenen moesten er in een ter plaatse gebouwde noodfabriek metalen onderdelen voor militaire vliegtuigen maken. Na de oorlog werd de tunnel verlaten en afgesloten.
De beide evenwijdig verlopende tunnels liggen - horizontaal, hart op hart - 29 meter uiteen; de nieuwe tunnel ligt één meter dieper dan de oude. De nieuwe tunnel snijdt anders in het gesteente in dan de oude, en is daardoor korter.
De oude tunnel blijft bewaard en staat onder monumentenzorg. Wegens instortingsgevaar kan hij niet worden betreden.

## Foto's

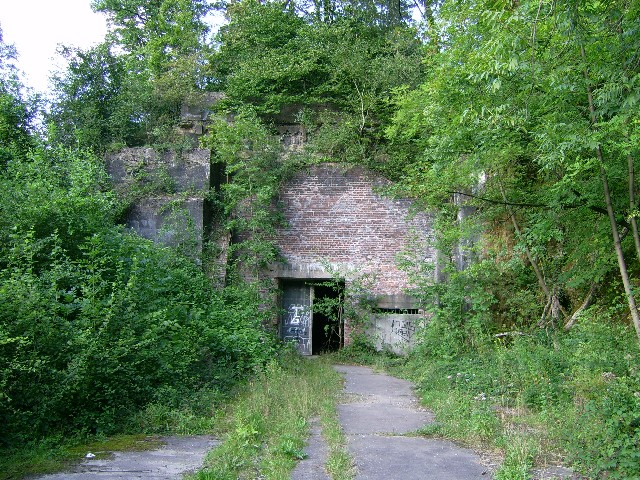
Portaal van de eerste (oude) tunnelbuis
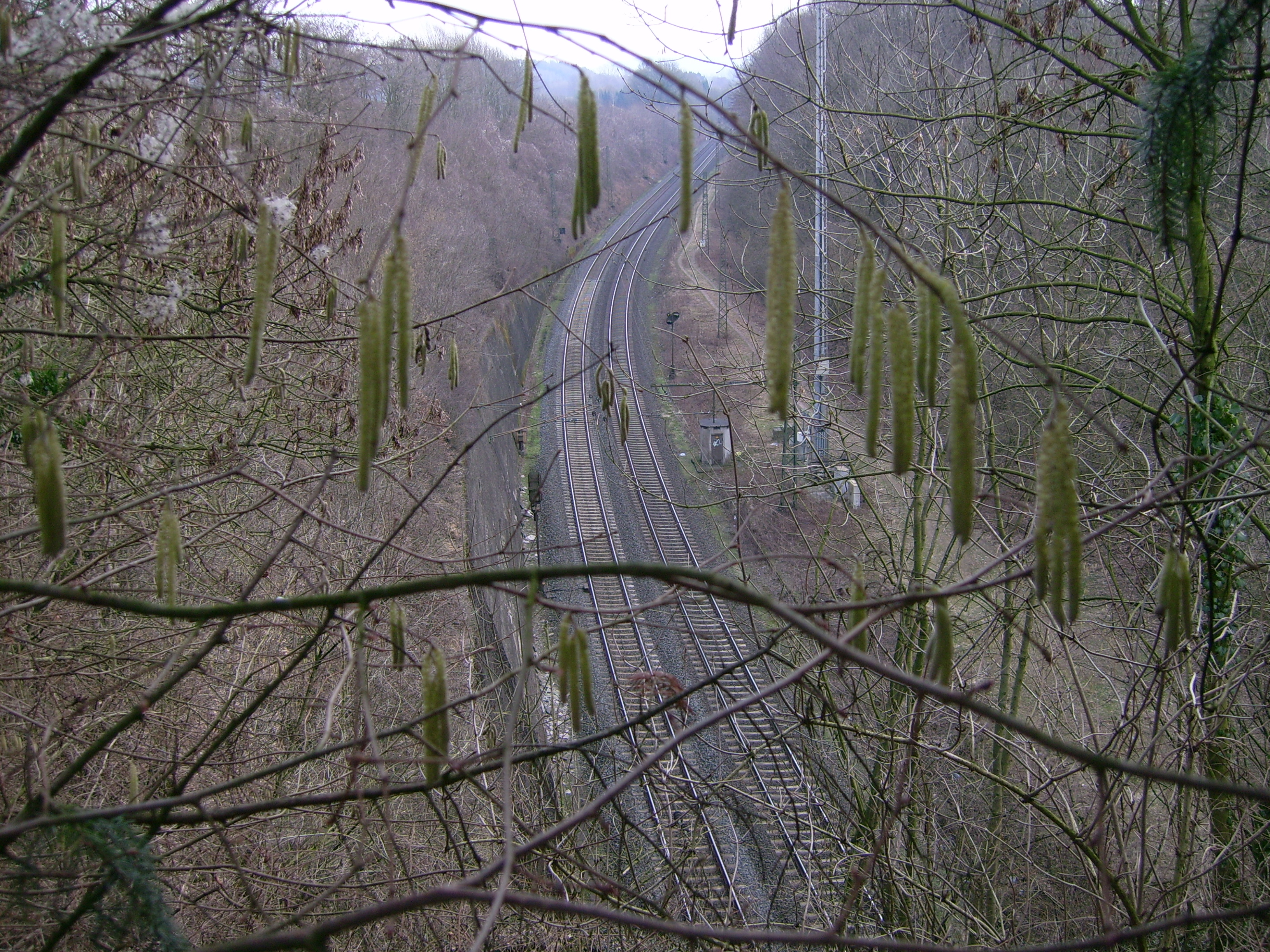
Tunnelingang aan de noordoostkant